# Medinilla lasioclados
Medinilla lasioclados är en tvåhjärtbladig växtart som beskrevs av Otto Stapf. Medinilla lasioclados ingår i släktet Medinilla och familjen Melastomataceae. Inga underarter finns listade i Catalogue of Life.